# Brygada Południowo-Wschodnioeuropejska
Brygada Południowo-Wschodnioeuropejska (ang. South-Eastern Europe Brigade  – SEEBRIG) – wielonarodowa brygada regionalnej organizacji międzynarodowej Wielonarodowych Sił Pokojowych Europy Południowo-Wschodniej (MPFSEE), przeznaczona do udziału w operacjach pokojowych.
Decyzja o uczestnictwie SEEBRIG w operacji pokojowej podejmowana jest na spotkaniu ministrów spraw zagranicznych, ministrów obrony i szefów sztabów generalnych państw-członków MPFSEE. Organem wykonawczym jest Polityczno-Wojskowy Komitet Sterujący, zbierający się dwa razy do roku i składający się z delegatów państw-członków.

## Historia
W związku z niestabilną sytuacją na Bałkanach, jak i ogólnym wzrostem liczby operacji pokojowych na świecie, ministrowie obrony Albanii, Bułgarii, Grecji, Macedonii, Rumunii, Turcji i Włoch 16 września 1998 podpisali porozumienie o utworzeniu Wielonarodowych Sił Pokojowych Europy Południowo-Wschodniej (MPFSEE). Ustalono wtedy, że MPSEE będzie składać się z liczącej 5000 żołnierzy brygady, oficjalnie sformowanej 21 sierpnia 1999.
Pełną gotowość bojową jednostka osiągnęła 1 maja 2003 i we współpracy z NATO i OBWE rozpoczęła przygotowania do działań pokojowych. W tym celu SEEBRIG brała udział w wielu ćwiczeniach i manewrach, jak Combined Endeavor (2003, 2004, 2005, 2007, 2008, 2009) czy Seven Stars (corocznie od 2000), co pozwoliło jej na otrzymanie w 2004 rekomendacji do uczestnictwa w NATO-wskich operacjach pokojowych od samego Dowódcy Połączonych Sił Zbrojnych NATO w Europie. Stałe działania SEEBRIG głównie na corocznym organizowaniu od 1 do 3 ćwiczeń i uczestniczeniu w podobnej liczbie manewrów organizowanych przez inne państwa lub organizacje, mających na celu utrzymywanie zdolności operacyjnych jednostek brygady.

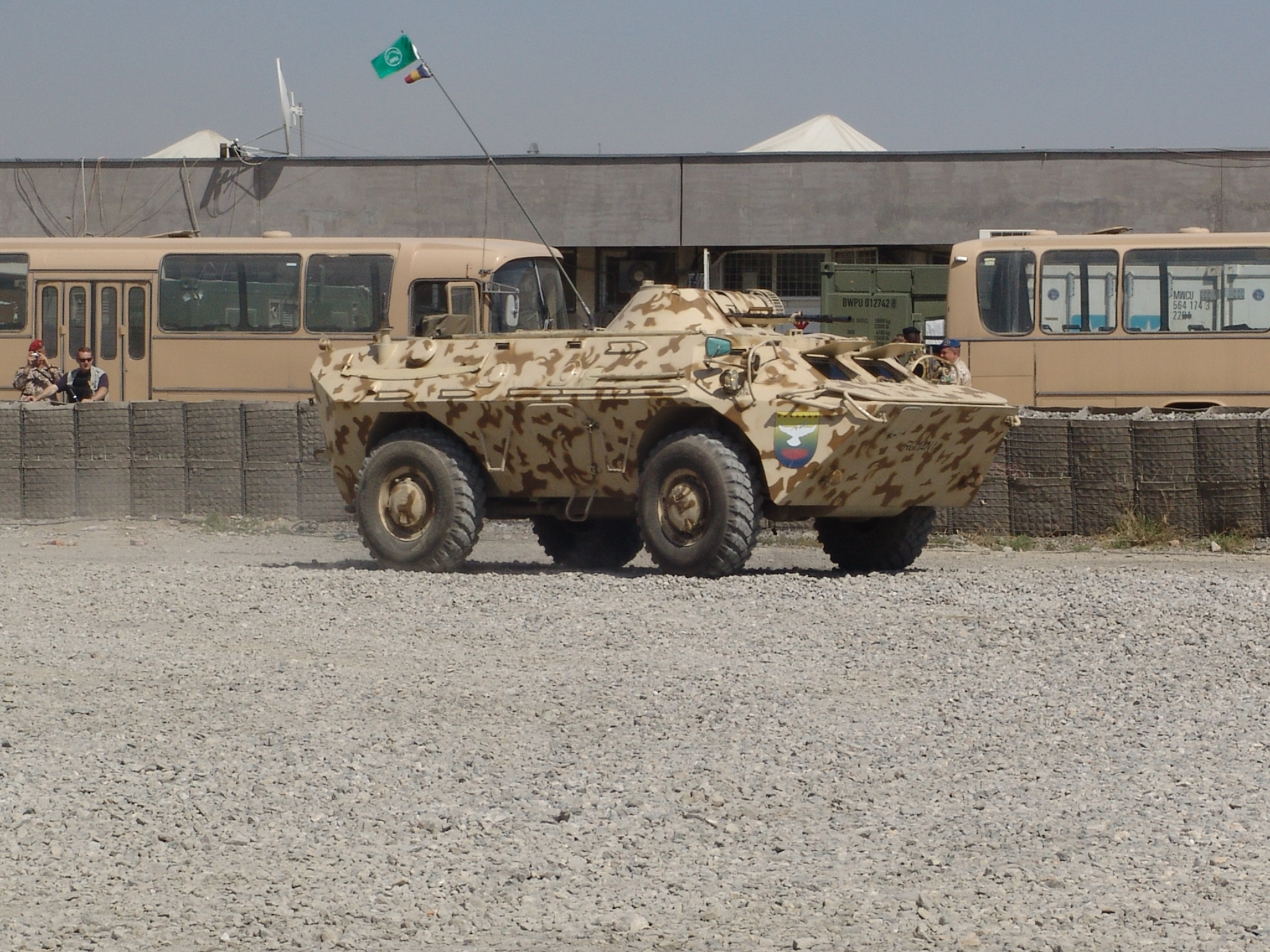
Rumuński transporter opancerzony TABC-79 kontyngentu SEEBRIG w Afganistanie

6 lutego 2006 (zgodnie z ustaleniami z grudnia 2005) oddziały SEEBRIG rozpoczęły służbę w Międzynarodowych Siłach Wsparcia Bezpieczeństwa w Afganistanie. Brygada wystawiła do niej sztab Wielonarodowej Brygady Kabul (101 żołnierzy) i dwie kompanie: dowodzenia i łączności (215 Rumunów i 30 Turków), łącznie 346 osób (z czego 233 z Rumunii, będącej państwem-gospodarzem SEEBRIG). Misję zakończyli 6 sierpnia 2006.
W 2015 władze Włoch (formalnie Państwa 4., SEEBRIG nie stosuje nazw państw, a jedynie numerację) zdecydowały o wycofaniu się z uczestnictwa w Wielonarodowych Siłach Pokojowych Europy Południowo-Wschodniej, czyli także w wystawieniu kontyngentu do SEEBRIG i współuczestnictwa w ćwiczeniach międzynarodowych w ramach MPFSEE.
W 2017 Brygada Południowo-Wschodnioeuropejska rozpoczęła dwustronną współpracę z Brygadą Litewsko-Polsko-Ukraińską (LITPOLUKRBRIG).

## Struktura organizacyjna
| Struktura SEEBRIG do 2015: - Dowództwo i sztab SEEBRIG - pułk zmechanizowany - batalion zmechanizowany - batalion zmechanizowany - batalion zmechanizowany - batalion zmechanizowany - Inżynieryjne Siły Zadaniowe - kompania inżynieryjna - kompania inżynieryjna - kompania inżynieryjna - kompania inżynieryjna - kompania inżynieryjna - kompania inżynieryjna - pluton inżynieryjny - batalion wsparcia bojowego - bateria artylerii - kompania rozpoznawcza - () kompania dowodzenia - () kompania łączności - pluton rozpoznawczy - pluton inżynieryjny | Struktura SEEBRIG w 2020: - Dowództwo i sztab SEEBRIG - batalion zmechanizowany - batalion zmechanizowany - batalion zmechanizowany - batalion zmechanizowany - Inżynieryjne Siły Zadaniowe - kompania inżynieryjna - kompania inżynieryjna - kompania inżynieryjna - kompania inżynieryjna - kompania budowlana - pluton inżynieryjny - batalion wsparcia bojowego - () kompania dowodzenia - () kompania łączności - kompania policji wojskowej - pluton CIMIC - pluton ISTAR - 6 zespołów HUMNIT - 2 zespoły CI - 2 zespoły naprowadzania |

Legenda:  - jednostka wielonarodowa, () - jednostka wydzielana przez państwo wiodące, na terenie którego aktualnie znajduje się dowództwo (HQ) Brygady, czyli:
| Początek | Koniec | Państwo            | Siedziba  |
| -------- | ------ | ------------------ | --------- |
| 1999     | 2003   | Bułgaria           | Płowdiw   |
| 2003     | 2007   | Rumunia            | Konstanca |
| 2007     | 2011   | Turcja             | Stambuł   |
| 2011     | 2020   | Grecja             | Tirnawos  |
| 2020     |        | Macedonia Północna | Kumanowo  |

Dowódcy SEEBRIG:
| Początek | Koniec | Państwo            | Dowódca                                 |
| -------- | ------ | ------------------ | --------------------------------------- |
| 1999     | 2001   | Turcja             | gen. bryg. Hilmi Akin Zorlu             |
| 2001     | 2003   | Grecja             | gen. bryg. Andreas Kouzelis             |
| 2003     | 2005   | Włochy             | gen. bryg. Giovanni Sulis               |
| 2005     | 2007   | Bułgaria           | gen. bryg. Nejko Nenow                  |
| 2007     | 2009   | Rumunia            | gen. bryg. Virgil Balaceanu             |
| 2009     | 2011   | Albania            | gen. bryg. Zyber Dushku                 |
| 2011     | 2013   | Bułgaria           | gen. bryg. Zdrawko Popowski             |
| 2013     | 2015   | Turcja             | gen. bryg. Hakan Eser                   |
| 2015     | 2016   | Turcja             | gen. bryg. Numan Yediyildiz             |
| 2016     | 2016   | Turcja             | gen. bryg. Alptekin Tartici (cz. p. o.) |
| 2016     | 2017   | Turcja             | gen. bryg. Faruk Metin                  |
| 2017     | 2020   | Rumunia            | gen. bryg. Tudorica Petrache            |
| 2020     |        | Macedonia Północna | gen. bryg. Aristeidis Iliopoulos        |